# گال آلبرمن
گال آلبرمن (به انگلیسی: Gal Alberman) هافبک اهل اسرائیل است که از سال ۲۰۰۲ تا ۲۰۱۲ میلادی عضو تیم ملی فوتبال اسرائیل بوده و در ۳۱ بازی ملی حضور داشته است. گال آلبرمن توانسته در بازی‌های ملی، ۱ گل به ثمر برساند.